# Fuyuko Tachizaki
Fuyuko Tachizaki, geb. Suzuki (jap. 鈴木　芙由子, Tachizaki Fuyuko; * 13. Januar 1989 in Kita-Akita) ist eine japanische Biathletin.

## Karriere
Wie in Japan üblich, gehört Fuyuko Tachizaki als Biathletin der „Winterkampfausbildungseinheit“ (Tōsenkyō) der Bodenselbstverteidigungsstreitkräfte an. Sie bestritt ihre ersten internationalen Rennen 2008 im Rahmen des IBU-Cups in Obertilliach. Im Einzel gewann sie als 37. sofort ihre ersten Punkte. In Martell erreichte sie in ihrem vierten Rennen, einer Verfolgung, mit Platz 23 ihr zunächst bestes Ergebnis. Nur wenig später debütierte sie in Oberhof im Biathlon-Weltcup und wurde in ihrem ersten Sprint 45. Nach weiteren Einsätzen in den Sprintrennen von Ruhpolding und Antholz mit etwas schlechteren Resultaten wurden die Biathlon-Weltmeisterschaften 2009 in Pyeongchang der Saisonhöhepunkt. Im Einzel wurde Tachizaki 87., im Sprint erreichte sie den 95. Platz. Mit Megumi Izumi, Itsuka Yahata und Naoko Azegami erreichte Tachizaki als Startläuferin im Staffelwettbewerb den 16. Platz. Mit Izumi und Hidenori Isa sowie Junji Nagai lief sie zudem die Mixed-Staffel, wurde dort ebenfalls als Startläuferin eingesetzt und erreichte mit dem japanischen Team den 20. Platz.
Erstmals Weltcup-Punkte gewann Fuyuko Tachizaki im Einzelrennen in Östersund zum Auftakt des Weltcups 2009/2010. Mit einer fehlerfreien Schießleistung belegte sie Platz 19. Fuyuko Tachizaki nahm an den Olympischen Winterspielen 2010 teil. Ihr bestes Resultat war der 44. Platz im Sprint.
Die Weltcupsaison 2014/15 begann sie in Östersund mit dem 34. Platz im Einzel.
Ihr bislang bestes Resultat, ein 5. Platz im Sprint, erreichte sie in Oslo in der Saison 2017/2018. Zwei Tage später konnte sie ihr bestes Ergebnis nochmals verbessern, indem sie in der Verfolgung von Oslo auf den 4. Platz lief.
Bei den Biathlon-Weltmeisterschaften 2015 sorgte sie für Aufmerksamkeit bei der Mixed-Staffel. Sie wechselte als Startläuferin auf der zweiten Position liegend, nachdem sie bis kurz vor dem Ziel sogar geführt hatte, auf die nächste Läuferin Yurie Tanaka. Es war das erste Mal, dass eine japanische Staffel in einem Rennen auf diesem Leistungsniveau zu diesem Zeitpunkt eines Rennens derart gut platziert war. 

## Statistiken

### Biathlon-Weltcup-Platzierungen
Die Tabelle zeigt alle Platzierungen (je nach Austragungsjahr einschließlich Olympische Spiele und Weltmeisterschaften).
- 1.–3. Platz: Anzahl der Podiumsplatzierungen
- Top 10: Anzahl der Platzierungen unter den ersten zehn (einschließlich Podium)
- Punkteränge: Anzahl der Platzierungen innerhalb der Punkteränge (einschließlich Podium und Top 10)
- Starts: Anzahl gelaufener Rennen in der jeweiligen Disziplin
- Staffel: inklusive Mixed- und Single-Mixed-Staffeln

| Platzierung              | Einzel | Sprint | Verfolgung | Massenstart | Staffel | Gesamt |
| ------------------------ | ------ | ------ | ---------- | ----------- | ------- | ------ |
| 1. Platz                 |        |        |            |             |         |        |
| 2. Platz                 |        |        |            |             |         |        |
| 3. Platz                 |        |        |            |             |         |        |
| Top 10                   |        | 1      | 1          | 2           | 7       | 11     |
| Punkteränge              | 14     | 35     | 32         | 8           | 82      | 171    |
| Starts                   | 36     | 106    | 57         | 8           | 82      | 289    |
| Stand: 31. Dezember 2021 |        |        |            |             |         |        |

### Olympische Winterspiele
Ergebnisse bei Olympischen Winterspielen:
|                                             | Einzelwettbewerbe | Einzelwettbewerbe | Einzelwettbewerbe | Einzelwettbewerbe | Staffelwettbewerbe | Staffelwettbewerbe |
| Sprint                                      | Verfolgung        | Einzel            | Massenstart       | Damenstaffel      | Mixedstaffel       |                    |
| ------------------------------------------- | ----------------- | ----------------- | ----------------- | ----------------- | ------------------ | ------------------ |
| Olympische Winterspiele 2010 \| Vancouver   | 44.               | 54.               | 53.               | –                 | –                  |                    |
| Olympische Winterspiele 2014 \| Sotschi     | 39.               | 32.               | 52.               | –                 | 13.                | –                  |
| Olympische Winterspiele 2018 \| Pyeongchang | 42.               | 56.               | 76.               | –                 | 17.                | –                  |